# 에테인
에테인(영어: ethane 에세인[*] /éθein/) 또는 에탄(독일어: Ethan)은 탄소와 수소 원자로 이루어진 C
2H
6의 화학식을 가지는 지방족 화합물이며 두 개의 탄소를 지닌 알케인의 일종이다. 표준 온도 압력에서 에테인은 무색 및 무취의 기체이다. 에테인은 천연 가스로부터 대량 생산되거나, 정유 과정의 부산물로서도 얻어진다. 에틸렌의 대량 생산을 위한 원료로 주로 사용된다.

## 역사
에테인은 1834년에 마이클 패러데이가 아세트산 칼륨의 전기 분해를 통해 최초로 합성하였으나 그는 그가 합성한 탄화수소 화합물을 메테인으로 착각했다. 그 후 1847년과 1849년 사이에 헤르만 콜베와 에드워드 프랭클랜드가 프로페인나이트릴과 아이오딘화 에틸을 칼륨과 전기 분해 반응을 시켜 에테인을 생성했으나 이들은 이 물질을 메틸 작용기의 유리기로 착각했다. 1864년에 최종적으로 칼 쇼를렘머가 위 전기 분해 반응으로부터 생성된 물질은 에테인이라는 것을 보였다.

## 반응
에테인은 실험실에서 콜베 전기 분해를 이용하면 쉽게 생성할 수 있다. 아세트산염 액체를 전기 분해하면 양극에서는 아세트산염이 산화되어 이산화 탄소와 메틸 유리기가 생성되는데, 메틸 유리기는 상당히 반응적이기 때문에 서로 결합해서 에테인이 된다.
CH3COO− → CH3• + CO2 + e−
CH3• + •CH3 → C2H6
에테인의 연소 반응은 다음과 같다.
2C2H6 + 7O2 ⟶ 4CO2 + 6H2O

## 같이 보기
- 메테인
- 트리클로로에탄